# 东川小檗
东川小檗（学名：Berberis dongchuanensis）是小檗科小檗属的植物，为中国的特有植物。分布在中国大陆的云南等地，生长于海拔2,600米的地区，常生于崖脚，目前尚未由人工引种栽培。